# Yle Teema
Yle Teema — научно-популярная, учебная и художественно публицистическая телепрограмма акционерного общества «Илейсрадио» (Радио Финляндии). Передачи по ней ведутся с 2001 года.
В 2016 году руководство Yle объявило о планах объединения телеканала с Yle Fem.

## Вещание
В финском цифровом телевидении Yle Teema занимает 7-й канал, откуда и проводится основное вещание. Оно также осуществляется через спутник Thor 3 на частоте 12,054 ГГц, а также по кабельным сетям Elisa, DNA и Welho.